# Bruno Gissoni
Bruno Sang Gissoni (Rio de Janeiro, 9 de dezembro de 1986) é um ator e ex-futebolista brasileiro. Ele ficou mais conhecido por ter sido protagonista da décima-oitava temporada de Malhação, ao interpretar o personagem Pedro.

## Biografia
Nascido na cidade do Rio de Janeiro no Brasil, Bruno Sang Gissoni viveu durante oito anos na cidade de Los Angeles na Califórnia, nos Estados Unidos. De volta ao Brasil, atuou como jogador de futebol, na lateral direita, defendendo as camisas do São Paulo e do Nova Iguaçu Futebol Clube.

## Carreira

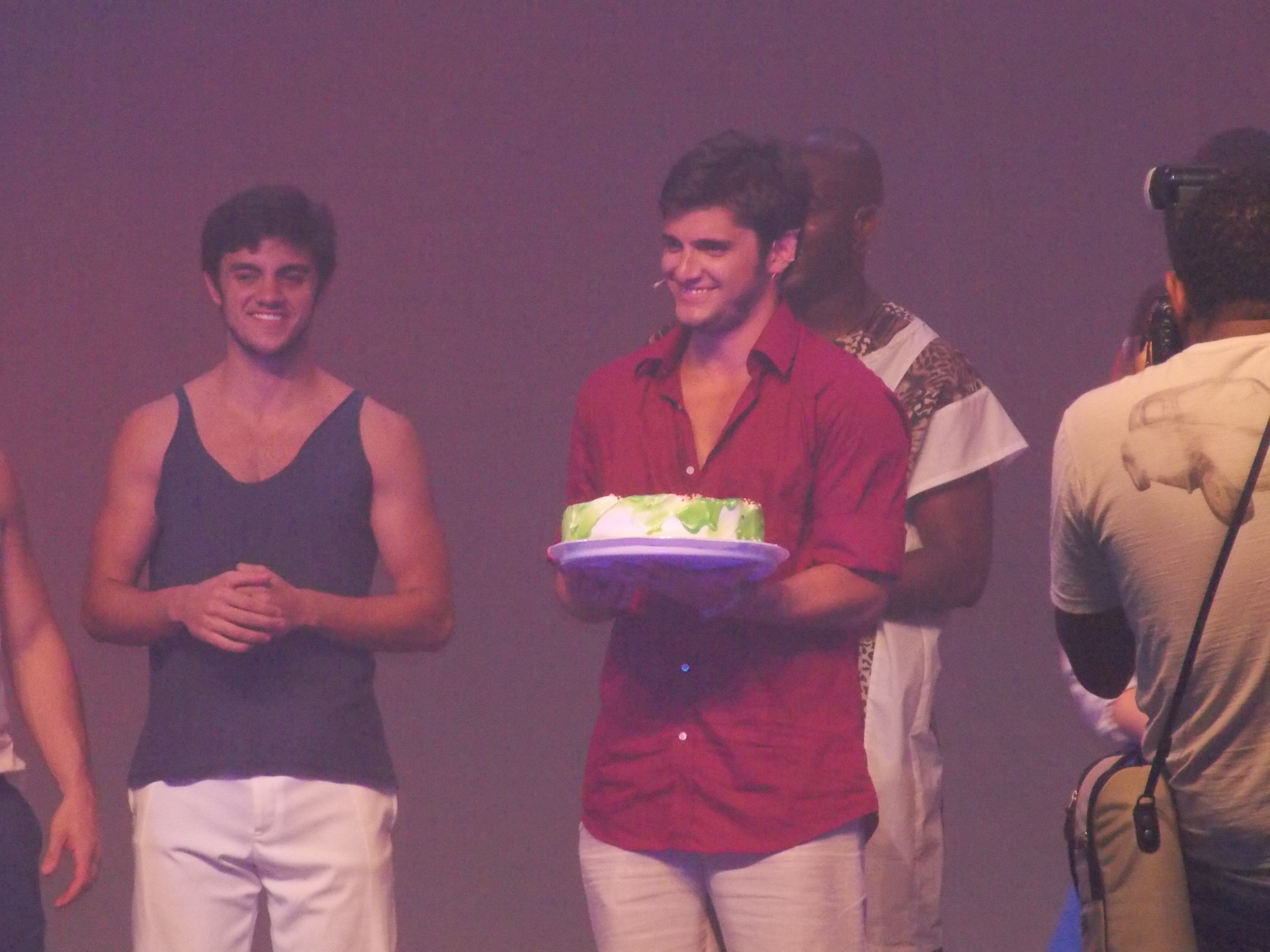
Felipe Simas e Bruno na peça Romeu na Roda, em 2012.

Estreou na televisão em 2006, como Kiko na telenovela Alta Estação da RecordTV, um universitário de biologia e amigo de Eduardo.
Em 2009 estrelou a peça Capitães de Areia, baseada na obra literária de Jorge Amado, e, logo após, ingressou na Escola de Atores da Rede Record, ministrada pelo ator Roberto Bomtempo. No mesmo ano, também esteve no elenco da peça Os Melhores anos de nossas vidas. Em 2010, teve seu primeiro papel de destaque na televisão, quando foi protagonista da décima-oitava temporada da série Malhação, ao interpretar Pedro, o protagonista masculino e fazendo par romântico com Catarina (interpretada por Daniela Carvalho).
Em 2011, atua na série Julie e os Fantasmas, exibida pela Rede Bandeirantes. Em 2012, entra para o elenco da telenovela Avenida Brasil, da Rede Globo, onde interpretou o jogador mulherengo Iran.
Em 2013, atuou na telenovela Flor do Caribe da Rede Globo, ao lado de Daniela Escobar, como o pescador Juliano.
No final de 2013, devido ao seu sucesso e ao bom desempenho nas novelas, renovou o seu contrato com a Rede Globo. Em 2014, volta ao horário nobre fazendo par romântico com Bruna Marquezine na novela Em Família, no papel de André. No mesmo ano, viveu o personagem Zezinho, na comédia A História dos Amantes, escrita e dirigida por Marcelo Serrado, ao lado de Daniel Rocha e Hugo Bonemer. Em outubro de 2014, foi confirmado para fazer a sua terceira novela do horário nobre, Babilônia, onde interpretou Guto, filho do personagem de Cássio Gabus Mendes e enteado da personagem de Glória Pires.
No ano de 2015, foi Tom no filme de comédia Até que a Sorte nos Separe 3: A Falência Final, filme sucesso de bilheteria, onde atua ao lado de nomes como Leandro Hassum, Emanuelle Araújo, Camila Morgado, Aílton Graça, Julia Dalavia, entre outros. Em 2016, participou da peça Dzi Croquettes. Em 2018, interpretou o poeta galã e sedutor Diogo Uirapuru na novela Orgulho e Paixão.

## Vida pessoal
Bruno é filho da produtora de cinema e televisão Ana Paula Sang e do empresário Marcelo Gissoni. Ele é por parte de mãe o meio-irmão dos atores Rodrigo Simas e Felipe Simas, filhos do segundo casamento de sua mãe com o capoeirista Beto Simas. Os seus avós paternos são donos da Universidade Castelo Branco.
Em 2013 começou a namorar a atriz Yanna Lavigne, com quem chegou a se separar durante alguns meses em 2015 e, novamente, em 2018.
Em 01 de outubro de 2016, o casal confirmou oficialmente que esperava o primeiro filho juntos.
Em fevereiro de 2017, o casal confirmou que estava separado. Porém posteriormente reatou a relação.
Em 26 de maio de 2017, nasceu a filha do casal, que recebeu o nome de Madalena Lavigne Gissoni, nascida na maternidade Perinatal, na Barra da Tijuca.
Bruno e Yanna se casaram oficialmente em 25 de maio de 2018.
Em julho de 2021, o casal anunciou a gravidez do segundo filho. Em 18 de janeiro de 2022 nasce a segunda filha do casal, Amélia Lavigne Gissoni.

## Filmografia

### Televisão
| Ano  | Título                         | Personagem                         | Nota                                      |
| ---- | ------------------------------ | ---------------------------------- | ----------------------------------------- |
| 2006 | Alta Estação                   | Kiko                               |                                           |
| 2010 | Malhação                       | Pedro Lopes                        | Temporada 18                              |
| 2011 | Julie e os Fantasmas           | Caco                               | Episódio: "Coisa de Amigo"                |
| 2012 | Avenida Brasil                 | Iran Barbosa                       |                                           |
| 2013 | Flor do Caribe                 | Juliano Pereira                    |                                           |
| 2014 | Em Família                     | André Machado                      |                                           |
| 2014 | Dança dos Famosos              | Participante                       | Temporada 11                              |
| 2015 | Babilônia                      | Carlos Augusto Souza Rangel (Guto) |                                           |
| 2015 | Não se Apega Não               | Ele mesmo                          | Episódio: "6 de dezembro"                 |
| 2016 | Malhação: Pro Dia Nascer Feliz | João Antônio Miranda (Toninho)     | Episódios: "12 de dezembro–4 de janeiro"  |
| 2017 | Os Trapalhões                  | Dedeco / Vários personagens        |                                           |
| 2018 | Orgulho e Paixão               | Diogo Uirapuru (Uirapuru)          |                                           |
| 2019 | A Dona do Pedaço               | William / Bernardo                 | Episódios: "22 de outubro–19 de novembro" |
| 2023 | Rio Connection                 | Bruno Legere                       |                                           |
| 2023 | Impuros                        | Santos                             |                                           |

### Cinema
| Ano  | Título                                         | Personagem              | Nota           |
| ---- | ---------------------------------------------- | ----------------------- | -------------- |
| 2014 | A Morte & Vida de Ana Belshoff                 |                         | Curta-metragem |
| 2015 | Até que a Sorte nos Separe 3: A Falência Final | Tom Barelli             |                |
| 2016 | Turbulência                                    | Cláudio                 |                |
| 2019 | Socorro, Virei Uma Garota!                     | Vinícius                |                |
| 2021 | O Silêncio da Chuva                            | Júlio Campos de Azevedo |                |
| 2021 | Reação em Cadeia                               | Guilherme               |                |
| 2022 | Sem Fôlego                                     | Alex Davis              |                |
| 2022 | Entre                                          | Diretor/ Roteirista     | Curta-metragem |
| 2022 | O Garoto                                       | Breno                   |                |

## Teatro
| Ano  | Título                           | Personagem |
| ---- | -------------------------------- | ---------- |
| 2008 | Sonhos de Uma Noite de Verão     |            |
| 2009 | Capitães de Areia                | Gabriel    |
| 2009 | Os Melhores Anos de Nossas Vidas |            |
| 2012 | Romeu na Roda                    | Romeu      |
| 2014 | A História dos Amantes           | Felipe     |
| 2015 | Não Me Toc                       |            |
| 2015 | Dzi Croquettes em Bandália       |            |
| 2022 | Ponto a Ponto – 4000 milhas      | Léo        |

## Prêmios e indicações
| Ano  | Prêmio                          | Categoria               | Trabalho                    | Resultado |
| ---- | ------------------------------- | ----------------------- | --------------------------- | --------- |
| 2010 | Capricho Awards                 | Melhor Ator Nacional    | Malhação                    | Indicado  |
| 2011 | Prêmio Contigo! de TV           | Melhor Ator de Novela   | Malhação                    | Indicado  |
| 2012 | Prêmio Extra de Televisão       | Revelação               | Avenida Brasil              | Indicado  |
| 2012 | Capricho Awards                 | Melhor Ator Nacional    | Avenida Brasil              | Indicado  |
| 2013 | Prêmio Jovem Brasileiro         | Melhor Ator Jovem       | Flor do Caribe              | Indicado  |
| 2013 | Capricho Awards                 | Colírio Nacional        | Flor do Caribe              | Indicado  |
| 2014 | Meus Prêmios Nick               | Ator Favorito           | Em Família                  | Venceu    |
| 2022 | Festival Sesc Melhores Filmes   | Melhor Ator Nacional    | Reação em Cadeia            | Indicado  |
| 2022 | Festival de Cinema de Vassouras | Curta-Metragem Nacional | Entre                       | Indicado  |
| 2022 | Prêmio Cenym de Teatro          | Melhor Ator Coadjuvante | Ponto a Ponto – 4000 milhas | Pendente  |